# باز باران با ترانه
«باران» یا «باز باران با ترانه» از مشهورترین اشعار سید مجدالدین میرفخرایی (گلچین گیلانی) است.
این شعر از آنجا که مدت‌ها در کتاب‌های درسی دورۀ ابتدایی قرار داشت، در میان ایرانیان شعری شناخته‌شده است. گلچین گیلانی این شعر را در سال ۱۳۱۹ در لندن سرود و در آن، به مرور خاطرات دوران کودکی‌اش در جنگل‌های گیلان پرداخت.

## نقد
حمیدرضا شعیری، عصمت اسماعیلی و ابراهیم کنعانی در مقاله‌ای به تحلیل نشانه-معناشناختی این شعر پرداخته‌اند و معتقدند این شعر به‌عنوان نشانهٔ واسطه‌ای از طریق رابطهٔ حسی-ادراکی و زیبایی‌شناختی، باعث ایجاد فرایندی می‌شود که «منِ» شخصی شاعر را در گسست با خود قرار می‌دهد. حاصل این جدایی، فراتر رفتن از مرزهای منِ شخصی و ارتباط با منِ استعلایی و رسیدن به راز جاودانگی و هستی آرمانی است.

## متن درسی
این شعر به ابتکار حسن انوری وارد کتاب‌های درسی شد. وقتی وزیرِ وقت از درج این شعر در کتاب‌های درسی مطلع می‌شود، وحشت می‌کند و می‌گوید که «فردا مطبوعات ما را هو می‌کنند». انوری می‌گوید «آیا در میان ادبا کسی را قبول دارید؟» و وزیر می‌گوید که پرویز ناتل خانلری و ذبیح‌الله صفا را قبول دارد. سپس انوری از او می‌خواهد که شعر را به این دو نفر نشان دهد و اگر نپسندیدند، شعر را حذف کند. هر دو نفر شعر را تأیید می‌کنند و این شعر به‌عنوان اولین شعر نو به کتاب‌های درسی راه می‌یابد.

## اجرا
این شعر در مقاطع مختلف توسط خوانندگان متفاوت، دکلمه یا با آواز خوانده شده‌است. از جمله معروف‌ترین این اجراها، اجرای خسرو شکیبایی در فیلم خواهران غریب است.

## اثرگذاری
شعر «تا خدا» (۱۳۶۴) اثر بیوک ملکی اقتباسی از شعر باز باران است.